# 布蘭奇 (阿肯色州)
布蘭奇（英語：Branch）是一個位於美國阿肯色州富蘭克林縣的城市。

## 地理
布蘭奇的座標為35°18′31″N 93°46′19″W / 35.30861°N 93.77194°W，而該地的平均海拔高度為142米（即466英尺）。

## 人口
根據2020年美國人口普查的數據，布蘭奇的面積為8.09平方千米，皆為陸地。當地共有人口296人，而人口密度為每平方千米36人。